# Symfonie nr. 7 (Brian)
Havergal Brian voltooide zijn Symfonie nr. 7 in C majeur in september 1948.
Brian had net zijn opera The tinker’s bell voltooid toen hij aan deze zevende symfonie begon. Het werd zijn laatste symfonie die de toen gangbare tijdsduur van veertig minuten of meer haalde. Latere symfonieën waren korter.
De symfonie is opgebouwd volgens het vierdelige schema van de klassieke symfonie:
1. Allegro moderato
2. Allegro maestoso ma moderato
3. Adagio – Allegro moderato – Adagio
4. Epilogue – Once upon a time (moderato)

Volgens de Havergal Brian Society voert de symfonie terug naar Goethe en zijn tijd in Straatsburg. Ook Giordano Bruno en Frederika Brion (liefde van Goethe) spelen een rol. Brian wilde de symfonie nog van de subtitel Straatsburg voorzien, maar zag er vanaf. De slotklank is voorzien van een buisklok die de klokken van de Kathedraal van Straatsburg verbeeldt. De symfonie is opgedragen aan de bouwer van een deel van de kathedraal Erwin von Steinbach. 

## Orkestratie
- 3 dwarsfluiten (III ook piccolo), 2 hobo’s, 1 althobo, 2 klarinetten, 1 basklarinet, 3 fagotten (III ook contrafagot),
- 4 hoorns, 3 trompetten, 3 trombones, 1 tuba
- pauken, percussie, celesta, harp
- violen, altviolen, celli, contrabassen

## Uitvoeringen
Ook deze symfonie moest lang op een uitvoering wachten. In 1966 werd ze opgenomen voor een radio-uitzending in 1968. De eerste publieke uitvoering (en waarschijnlijk ook de laatste) vond plaats in Liverpool. Charles Mackerras gaf leiding een het Royal Liverpool Philharmonic Orchestra op 29 april 1987, een aantal dagen daarna nam diezelfde combinatie het op voor de EMI Group.
Symfonie nr. 1 "Gotische"  · 2 · 3 · 4 · 5 · 6 · 7 · 8 · 9 · 10 · 11 · 12 · 13 · 14 · 15 · 16 · 17 · 18 · 19 · 20 · 21 · 22 · 23 · 24 · 25 · 26 · 27 · 28 · 29 · 30 · 31 · 32